# Petar Leković
Petar Leković (srbsko Петар Лековић), srbski kamnosek, komunist, partizan in prvi narodni heroj Jugoslavije, * 23. november 1893, Svračkovo, † 12. junij 1942, Gacko (padel v boju).
Leković je na strani srbske vojske sodeloval že v prvi svetovni vojni, po njej pa se je v domači vasi ukvarjal s kamnoseštvom. V KPJ je vstopil že v 20. letih dvajsetega stoletja, posebej dejaven je postal po letu 1938.
Ob izbruhu druge svetovne vojne se je že leta 1941 s svojimi tremi sinovi pridružil NOB. Zaradi vojaških izkušenj v prvi svetovni vojni in borbenega duha so med ljudmi kmalu začeti krožiti zgodbe o njegovih junaštvih. Ta so mu januarja 1942 prinesla naziv prvega narodnega heroja Jugoslavije še za časa življenja.
Ob ustanovitvi Druge proletarske udarne brigade v Čajniču je 1. marca 1942 Leković postal namestnik komandanta prvega bataljona.
Življenje je izgubil v tretji italijanski ofenzivi, ko so Italijani ob pomoči četnikov 12. junija 1942 napadli brigado. V bitki, ki je trajala celo noč, je partizanom proti jutru začelo zmanjkovati streliva. Leković je ostal za umikajočimi partizanskimi silami in je na napredujoče sovražne sile valil skale. Pri tem je bil smrtno zadet.